# Neoromicia malagasyensis
Neoromicia malagasyensis är en fladdermus i familjen läderlappar som förekommer på södra Madagaskar. Populationen listades en längre tid som underart till Neoromicia somalica och sedan 2004 godkänns den som art.
Skillnaden till Neoromicia somalica består främst i avvikande detaljer av kraniet och hanarnas penisben. För några exemplar registrerades en underarmlängd av 30 till 32 mm och en individ hade en 30,4 mm långa svans samt 5 mm långa bakfötter. På ovansidan är pälsen hår mörkbruna och på undersidan har håren ett grått och ett brunt avsnitt. Fram till stjärten blir undersidans päls ljusare. Artens öron är bruna och genomskinliga.
Utbredningsområdet ligger i Isalo nationalpark och i angränsande kulliga regionen mellan 450 och 700 meter över havet. Det är uppskattningsvis 1900 km² stort. Arten lever i varma och torra skogar. Exemplar fångades med slöjnät vid vattendrag. Neoromicia malagasyensis jagar med hjälp av ekolokalisering. Antagligen vilar den i trädens håligheter och i det täta bladverket.
Denna fladdermus antas vara känslig för förändringar i nationalparken. Den listas av IUCN som sårbar (VU).